# Rio Jacutinga (Chopim)
Der Rio Jacutinga ist ein etwa 31 km langer rechter Nebenfluss des Rio Chopim im Süden des brasilianischen Bundesstaats Paraná.

## Etymologie
Jacutinga bezeichnet in Brasilien einen Vogel aus der Familie der Hokkohühner. 

## Geografie

### Lage
Das Einzugsgebiet des Rio Jacutinga befindet sich auf dem Terceiro Planalto Paranaense (Dritte oder Guarapuava-Hochebene von Paraná).

### Verlauf
Sein Quellgebiet liegt im Munizip Coronel Vivida auf 727 m Meereshöhe etwa 12 km östlich des Hauptorts und ungefähr 5 km südlich der BR-373.
Der Fluss verläuft überwiegend in westlicher Richtung. Er mündet auf 513 m Höhe von rechts in den Rio Chopim. Er ist etwa 31 km lang.

### Munizipien im Einzugsgebiet
Der Rio Jacutinga verläuft vollständig innerhalb des Munizips Coronel Vivida.